# Nederlandse kampioenschappen schaatsen sprint 1990
De Nederlandse kampioenschappen sprint 1990 voor mannen en vrouwen vormden een schaatsevenement dat onder auspiciën van de KNSB over de sprintvierkamp (2x 500, 2x 1000 meter) werd verreden. Het vond plaats in het weekend van 27 en 28 januari op de onoverdekte ijsbaan van het IJsstadion Drenthe in Assen, tegelijkertijd met de Nederlandse kampioenschappen schaatsen allround 1990. Het was de derde gecombineerde editie sinds de NK sprint ook door vrouwen wordt verreden. Voor de mannen was het de 21e editie, voor de vrouwen de achtste.
De NK allround en sprint stond dit jaar na de NK afstanden (m/v) (5-7 januari) en EK (m/v) (19 + 21 januari) en voor de WK allround (v) (10 + 11 februari), WK allround (m) (17 + 18 februari) en WK sprint (m/v) (24 + 25 februari) op de kalender. Daarvoor, tussendoor, tegelijkertijd en hierna vonden de wedstrijden plaats in het kader van het vijfde seizoen van de wereldbeker schaatsen.
Mannen
Er namen twaalf mannen deel, waaronder vijf debutanten. Twee voormalige deelnemers namen dit jaar aan de NK allround deel. De titel werd dit jaar behaald door Tjerk Terpstra, zijn tweede podiumplaats na zijn derde plaats in 1989. De tweede positie werd ingenomen door Gerjan van de Brink die voor het eerst plaats nam op het eindpodium. Menno Boelsma nam op plaats drie plaats, ook de positie die hij in 1987 innam. De twaalf te verdelen afstandsmedailles werden door zeven verschillende rijders behaald.
Vrouwen
Er namen zes vrouwen deel, waaronder twee debutanten. Drie voormalige deelneemsters namen in het NK allroundtoernooi deel. De titel ging voor het vierde opeenvolgende jaar naar Christine Aaftink die daarmee ook voor de vierde keer het eindpodium betrad. Met vier titels op rij werd zij de eerste sprintspecialist (m/v) die deze prestatie leverde. Ze deed dit dit jaar met vier afstandoverwinningen, hierin gingen bij een NK sprint alleen Jan Bazen (1971), Jan Ykema (1987) bij de mannen en Yvonne van Gennip (1985) bij de vrouwen haar voor. De tweede positie op het eindpodium werd ingenomen door debutante Marion van Zuilen en de nummer twee van vorig jaar, Anita Loorbach, werd dit jaar derde. De twaalf te verdelen afstandsmedailles werden door vijf verschillende rijdsters behaald.
WK sprint
De Nederlandse delegatie bij de WK sprint bestond uit de kwartetten Menno Boelsma, Gerjan van de Brink, Tjerk Terpstra en de op dit NK ontbrekende titelhouder Arie Loef (gebroken arm) bij de mannen en Christine Aaftink, Anita Loorbach en de NK allround deelneemsters Herma Meijer en Sandra Voetelink bij de vrouwen.

## Afstandmedailles
Mannen
| Afstand  | 1e                  | 2e                  | 3e               |
| -------- | ------------------- | ------------------- | ---------------- |
| 1e 500m  | Menno Boelsma       | Bauke Jonkman       | Jan Jan Brouwer  |
| 1e 1000m | Falko Zandstra      | Gerjan van de Brink | Tjerk Terpstra   |
| 2e 500m  | Tjerk Terpstra      | Menno Boelsma       | Bauke Jonkman    |
| 2e 1000m | Gerjan van de Brink | Falko Zandstra      | Gerard van Velde |

Vrouwen
| Afstand  | 1e                | 2e                | 3e                 |
| -------- | ----------------- | ----------------- | ------------------ |
| 1e 500m  | Christine Aaftink | Anita Loorbach    | Tineke Hulzebosch  |
| 1e 1000m | Christine Aaftink | Marion van Zuilen | Tineke Hulzebosch  |
| 2e 500m  | Christine Aaftink | Anita Loorbach    | Marion van Zuilen  |
| 2e 1000m | Christine Aaftink | Marion van Zuilen | Wendy van der Poel |

## Eindklassementen

### Mannen
| Rang   | Schaatser           | Punten     | 500m         | 1000m          | 500m           | 1000m        |
| ------ | ------------------- | ---------- | ------------ | -------------- | -------------- | ------------ |
| Goud   | Tjerk Terpstra      | 156.975    | 38,85 (4)    | 1.19,16 (3)    | 1.38,67 (1)    | 1.19,75 (4)  |
| Zilver | Gerjan van de Brink | 157.535    | 39,78 (12)   | 1.18,69 (2)    | 1.39,15 (4)    | 1.18,52 (1)  |
| Brons  | Menno Boelsma       | 157.830    | 38,45 (1) BR | 1.21,26 (12)   | 1.38,87 (2)    | 1.19,76 (5)  |
| 4      | Bauke Jonkman       | 157.920    | 38,48 (2)    | 1.19,95 (6)    | 1.38,98 (3)    | 1.20,97 (10) |
| 5      | Falko Zandstra      | 158.265 pr | 39,75 (11)   | 1.17,81 (1) BR | 1.39,94 (8)    | 1.19,34 (2)  |
| 6      | Maarten Noijens     | 158.550    | 38,86 (5)    | 1.20,01 (7)    | 1.39,21 (5)    | 1.20,95 (9)  |
| 7      | Henk Warmink        | 158.690 pr | 39,28 (6)    | 1.19,44 (4)    | 1.39,66 (7)    | 1.20,06 (6)  |
| 8      | Gerard van Velde    | 159.235    | 39,61 (10)   | 1.20,70 (10)   | 1.39,51 (6)    | 1.19,53 (3)  |
| 9      | Arnold van der Poel | 159.775    | 39,44 (8)    | 1.19,89 (5)    | 1.40,18 (11)   | 1.20,42 (8)  |
| 10     | Hans Janssen        | 160.110    | 39,39 (7)    | 1.20,83 (11)   | 1.40,11 (10)   | 1.20,39 (7)  |
| 11     | Jan Jan Brouwer     | 160.680    | 38,69 (3)    | 1.20,67 (9)    | 1.40,05 (9)    | 1.23,21 (12) |
| 12     | Martijn Kroonenberg | 212.030    | 39,58 (9)    | 1.20,37 (8)    | 1.31,39 (12) * | 1.21,75 (11) |

BR = baanrecord
pr = persoonlijk record
* = met val

### Vrouwen
| Rang   | Schaatsster             | Punten     | 500m         | 1000m          | 500m             | 1000m           |
| ------ | ----------------------- | ---------- | ------------ | -------------- | ---------------- | --------------- |
| Goud   | Christine Aaftink       | 169.435 BR | 42,27 (1) BR | 1.25,44 (1) BR | 41,99 (1) BR, CR | 1.24,291 (1) BR |
| Zilver | Marion van Zuilen       | 174.850 pr | 43,81 (4)    | 1.26,98 (2)    | 43,52 (3)        | 1.28,06 (2)     |
| Brons  | Anita Loorbach          | 175.405    | 42,86 (2)    | 1.29,41 (4)    | 42,76 (2)        | 1.30,16 (4)     |
| 4      | Wendy van der Poel      | 177.975 pr | 44,25 (5)    | 1.30,08 (5)    | 44,34 (6)        | 1.28,59 (3)     |
| 5      | Jacqueline van Straaten | 179.955 pr | 44,31 (6)    | 1.30,95 (6)    | 44,04 (5)        | 1.32,26 (5)     |
| 6      | Tineke Hulzebosch       | 180.130    | 43,63 (3)    | 1.28,67 (3)    | 43,17 (4)        | 1.36,79 (6)     |

BR = baanrecord
CR = kampioenschapsrecord
pr = persoonlijk record